# Фригийцы, или Выкуп тела Гектора
«Фригийцы, или Выкуп тела Гектора» — трагедия древнегреческого драматурга Эсхила (первая половина V века до н. э.), вторая часть тетралогии о мифологическом персонаже Ахилле, известной под условным названием «Ахиллеида». Её текст почти полностью утрачен.
Хор в пьесе составляют спутники троянского царя Приама, который ночью приходит к Ахиллу, чтобы уговорить его отдать тело Гектора для погребения. Таким образом, сюжет трагедии основан на XXII песне «Илиады» Гомера. Известно, что Ахилл в этой пьесе долго сидел молча, накрывшись плащом и горюя о своём друге Патрокле. В комедии Аристофана «Лягушки» Еврипид порицает Эсхила за сцены такого рода.
В общей сложности Эсхил посвятил мифам об Ахилле не меньше трёх пьес, и антиковеды достаточно уверенно объединяют их в цикл с условным названием «Ахиллеида». «Фригийцы» явно были третьей частью этого цикла, после «Мирмидонян» и «Нереид». В античную эпоху это были одни из самых прославленных пьес Эсхила, однако позже тексты трагедий были почти полностью утрачены. От «Фригийцев» сохранилось только несколько разрозненных фрагментов (фрг. 263—272 Radt).
По аналогии с этой пьесой исследователи оценивают трагедию Софокла «Фригийцы», о которой практически ничего не известно.